# Le Cœur en deux
Singles de Johnny Hallyday
Gabrielle
(1976) Tant pis... c'est la vie
(1977)
Clip vidéo
[vidéo] « "Le cœur en deux" (version longue) », sur YouTube
Singles de Johnny Hallyday
Deux sortes d'hommes
(9 octobre 2020)
Le Cœur en deux est une chanson de Johnny Hallyday. Écrite par Pierre Billon et Jacques Revaux, elle sort en 45 tours le 13 avril 1977. Malgré son succès radiophonique et commerciale, elle a longtemps été totalement ignorée à la scène par son interprète, qui ne l'a inscrit à son répertoire que bien plus tard, au cours d'une tournée d'automne en 2003. Cette version en concert est l'objet d'une captation qui reste longtemps inédite au disque, avant que Le cœur en deux, en 2020, soit pour la seconde fois diffusé en single 45 tours, à l'occasion de la sortie de l'album live inédit Hallyday Bercy 2003. 

## Histoire
Le cœur en deux est la première chanson écrite par Pierre Billon pour Johnny Hallyday (la même année, il signe également les paroles d'un autre tube d'Hallyday J'ai oublié de vivre). Enregistré sous la direction musicale de Benoît Kaufman au Grand orgue de l'Église Saint-Eustache à Paris,, la musique de Jacques Revaux, également réalisateur artistique, débute « façon Jean-Sébastien Bach » par un solo d'orgue, avant d'introduire l'orchestre. Dramatique et désespérée à souhait, le ton tragique du propos va crescendo avec les envolées vocales et la profusion d'instruments. 
« ... Mon âme cogne contre les murs
 Mon corps refuse de t'oublier
 et mon ventre me fait crier
 Je t'aime et j'en meurs, j'en suis sûr
 Que l'on m'ouvre le cœur en deux
 [...]
 On y trouvera ton visage »
 (paroles Pierre Billon - extrait)
Diffusée en 1977 en 45 tours, une version plus longue du titre (5'30 contre 4'55 pour la version initiale), est toutefois chanté à la télévision (en playback), en juin. Cette variante est présente (sans aucun signalement ni mise en avant), sur une musicassette parut à l'époque. Version ignorée et par tous délaissée, jusqu'à sa diffusion en 2000, en titre bonus de la réédition sous support CD de l'album C'est la vie,, (au milieu des années 1980, elle a toutefois été au programme d'un 33 tours « pirate »). 

### Version en scène (2003)
La chanson Le cœur en deux n'est pas l'objet d'une vive promotion de la part de son interprète (deux passages à la télévision en 1977 en tout et pour tout,), qui la délaisse alors totalement à scène. Il faut attendre 2003 et la tournée Plus près de vous, pour que Johnny Hallyday inscrive le titre à son tour de chant,,. La tournée d'automne s'achève au Palais omnisports de Paris-Bercy, où Johnny Hallyday chante les 15, 20 et 21 décembre. La représentation du 20 est enregistrée, mais reste inédite au disque durant dix-sept ans. Un album live nommé Hallyday Bercy 2003 sort en décembre 2020, pour l'occasion, la version enregistrée en public de Le cœur en deux est diffusée en single 45 tours,.

## Discographie
13 avril 1977 :
45 tours Philips 6042 290,
Face 1. Le cœur en deux (4:55)
Face 2. Il neige sur Nashville (4:14)
1977 : Musicassette Maxi musique Philips 7102596 : compilation incluant la version longue de Le cœur en deux
23 février 1979 :
45 tours promotionnel Philips 6172213 : Le cœur en deux, Gabrielle,
Version enregistrée en public : 
22 octobre 2012 :
Coffret Universal Johnny History CD 21 Inédits et raretés : Le cœur en deux (version inédite enregistrée en public à Bercy).
11 décembre 2020 :
45 tours Panthéon Mercury Universal  0733 861 : Le cœur en deux (version live Bercy 2003) - Le cœur en deux (version studio 45 tours 1977)
Album enregistré en public (diffusé en CD et 33 tours) : Hallyday Bercy 2003

## Réception
Le titre se classe n°2 des ventes en France en mai et s’écoule à plus de 500 000 exemplaires.

### Classements hebdomadaires
| Classement (1977) | Meilleure position |
| ----------------- | ------------------ |
| France            | 2                  |

| Classement (2020)    | Meilleure position |
| -------------------- | ------------------ |
| France (SNEP Ventes) | 1                  |